# Костиан, Даниэла
Даниэла Костиан (англ. Daniela Costian; род. 30 апреля 1965, Брэила) — румынская и австралийская легкоатлетка, специалистка по метанию диска. Выступала за сборные Румынии и Австралии по лёгкой атлетике в 1983—2000 годах, обладательница бронзовой медали летних Олимпийских игр в Барселоне, бронзовая призёрка Игр доброй воли и Всемирной Универсиады, серебряная призёрка чемпионата мира, чемпионка Игр Содружества, бывшая рекордсменка Океании.

## Биография
Даниэла Костиан родилась 30 апреля 1965 года в городе Брэила, Румыния.
Впервые заявила о себе в лёгкой атлетике на международном уровне в сезоне 1983 года, когда вошла в состав румынской сборной и выступила на юниорском европейском первенстве в Швехате, где в зачёте метания диска стала пятой.
Будучи студенткой, в 1985 году представляла Румынию на Всемирной Универсиаде в Кобе, выиграла в метании диска бронзовую медаль.
В июле 1986 года на домашних соревнованиях в Питешти превзошла всех соперниц, установив свой личный рекорд в метании диска — 69,66 метра. На чемпионате Европы в Штутгарте заняла седьмое место, однако Костиан уличили в нарушении антидопинговых правил и отстранили от участия в соревнованиях на 2 года, при этом часть её результатов была аннулирована.
Начиная с 1989 года Даниэла Костиан постоянно проживала в Австралии, становилась чемпионкой этой страны в метании диска и толкании ядра.
В 1990 году получила австралийское гражданство и стала выступать за австралийскую сборную на международных соревнованиях.
В 1991 году представляла Австралию на чемпионате мира в Токио, где с континентальным рекордом 66,06 стала пятой.
Благодаря череде успешных выступлений в 1992 году удостоилась права защищать честь страны на летних Олимпийских играх в Барселоне — в финале метнула диск на 66,24 метра и завоевала бронзовую олимпийскую награду, уступив только кубинке Марице Мартен и болгарке Цветанке Христовой.
В 1993 году среди прочего выиграла серебряную медаль на чемпионате мира в Штутгарте, пропустив вперёд лишь россиянку Ольгу Бурову.
В январе 1994 года на соревнованиях в новозеландском Окленде метнула диск на 68,72 метра, показав лучший результат мирового сезона, который впоследствии на протяжении 23 лет оставался рекордом Океании (был превзойдён лишь в августе 2017 года Дани Стивенс). Помимо этого, стала бронзовой призёркой на Играх доброй воли в Санкт-Петербурге, одержала победу на Играх Содружества в Виктории, была третьей на Кубке мира в Лондоне.
На чемпионате мира 1995 года в Гётеборге заняла 12-е место.
В 1996 году принимала участие в Олимпийских играх в Атланте, в ходе предварительного квалификационного этапа показала результат 61,66 метра, чего оказалось недостаточно для выхода в финал.
В 2000 году выступила на Олимпийских играх в Сиднее, где с результатом 51,96 так же в финал не вышла. По окончании сиднейской Олимпиады завершила спортивную карьеру.